# Conservadorismo no Brasil
O conservadorismo no Brasil designa o movimento originado a partir de determinadas tradições culturais do Brasil, assim como a relação com raízes culturais luso-ibéricas e influências diversas. O movimento recebeu influências da herança romana e parte da filosofia grega em sua fundação no cristianismo. As visões e características históricas conservadoras mais tradicionais incluem a crença no unitarismo político, no catolicismo e, durante o período monárquico, o monarquismo. Posições sobre temas contemporâneos no movimento conservador brasileiro incluem a oposição ao aborto e ao casamento entre pessoas do mesmo sexo, embora não exista consenso. Há pesquisas de opinião indicando que a maior parte da sociedade brasileira tenha posicionamentos ligados à direita política, apesar de nem todas se considerarem efetivamente conservadoras.
A colonização portuguesa fez forte impressão na formação tradicional da sociedade brasileira. A doutrina da Igreja Católica junto às políticas públicas do Estado português, bem como a arquitetura, a literatura e outras esferas da cultura lusitana marcaram a história do Brasil, manifestando-se com vigor mesmo após sua independência.
O Partido Conservador do período imperial foi a primeira organização política de caráter conservador no Brasil independente, surgido de uma tradição que rejeitou o republicanismo e o liberalismo, propiciando a integridade territorial do novo país, assim como a continuidade da escravidão. Coube a ele a supremacia no sistema de revezamento parlamentar junto ao Partido Liberal que definiu o cenário político do Segundo Reinado.
O conservadorismo brasileiro inclui nomes como Gilberto Freyre na sociologia; Afonso Arinos, Sobral Pinto e Miguel Reale no direito; Plinio Correia de Oliveira, Gustavo Barroso, Gustavo Corção; Mario Henrique Simonsen, Eugenio Gudin e Roberto Campos na economia; Alberto Torres, Arlindo Veiga dos Santos, André Rebouças, José Bonifácio, Plínio Salgado, Enéas Carneiro e Carlos Lacerda na política; Olavo de Carvalho e Luiz Felipe Pondé na filosofia; e Câmara Cascudo, Oliveira Lima, José Pedro Galvão, Oliveira Torres e Pedro Calmon na historiografia.

## História

### Império do Brasil
Ver Década Conservadora

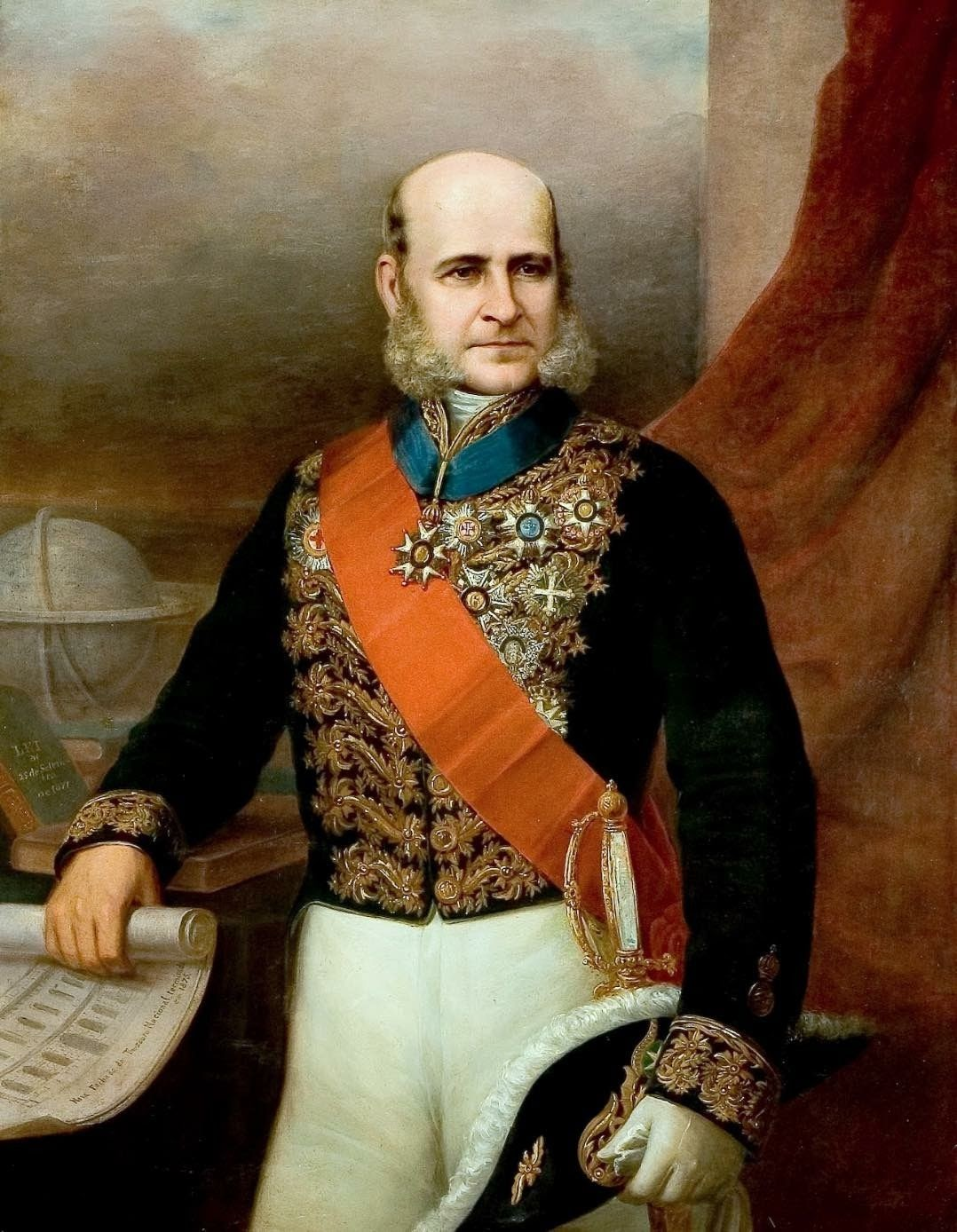
Visconde do Rio Branco, saquarema que foi Presidente do Conselho de Ministros

Durante a Independência do Brasil, na regência do príncipe Dom Pedro de Alcântara (1821-1822), aconteceu um processo chamado de "politização das ruas": o centro do Rio de Janeiro, agora lar de cafés e outros espaços de socialização, tornou-se um local de discussão, onde pessoas (intelectuais, trabalhadores, etc.) encontravam-se para debater sobre vários assuntos políticos, entre eles o futuro do Brasil. Com isso surgiram três vertentes de pensamento: o Partido Brasileiro e o Partido Português, ambos representando os interesses da alta burguesia, e um terceiro grupo formado pela pequena burguesia, profissionais liberais e por operários urbanos do Rio de Janeiro e de outras capitais provinciais, o Partido Liberal-Radical.. Os três  partidos ainda não eram efetivamente partidos políticos formalmente constituídos no sentido moderno do termo, mas sim correntes de opinião.
Os membros do Partido Português, durante a regência de D. Pedro, eram favoráveis à manutenção do Brasil unido ao Império Português, já que, no geral, beneficiavam-se com a união no Reino Unido de Portugal, Brasil e Algarves. Depois da independência, durante a Assembleia Constituinte de 1823, passaram a defender um governo centralizado e forte (principalmente no Senado), capaz de derrotar as tendências separatistas que se verificavam no Império. 
O sucessor ideológico do Partido Português foi o Partido Restaurador, conhecido depreciativamente como "os caramurus". Defendiam o retorno do imperador Pedro I ao trono brasileiro após sua abdicação, além de apoiar um regime monárquico fortemente centralizado. Seus rivais eram o Partido Moderado (sucessor ideológico do Partido Brasileiro) e o Partido Liberal Exaltado (sucessor ideológico do Partido Liberal Radical). Os Moderados sustentavam a necessidade de reformas da Carta Constitucional de 1824, porém mantendo a forma monárquica de poder. Muitos de seus membros as queriam amplas, e outros mais restritas. Já os Liberais Exaltados defendiam o federalismo e a democratização da sociedade; seus membros mais radicais eram favoráveis à república e ao fim da escravidão.
O Partido Conservador surgiu principalmente de uma ala dissidente do Partido Moderado e de alguns membros do Partido Restaurador na década de 1830, quando passou a ser conhecido como Partido Regressista. No início da década de 1840, passou a se chamar Partido da Ordem para se distinguir da oposição do Partido Liberal (sucessores ideológicos do Partido Liberal Exaltado), acusada de desordem e anarquia. Tanto os membros do partido quanto sua liderança eram conhecidos como "saquaremas", em homenagem à vila de Saquarema, onde a liderança possuía plantações e apoio.
O Partido Conservador surgiu empunhando a bandeira da "ordem" em contraposição ao que consideravam a "desordem" promovida pelos liberais. Embora o Brasil já fosse uma nação independente, suas origens luso-católicas ainda se manifestavam na esfera sociopolítica, em especial por meio da agenda conservadora. Entretanto, os saquaremas não desconsideravam ideias estrangeiras, que adaptavam quando importadas para a política brasileira.
Sob a regência do Marquês de Olinda, o Exército foi avigorado para garantir, de forma autoritária e violenta, a integridade do Estado brasileiro contra as recorrentes rebeliões regionais, após o Período Regencial. Os conservadores ocuparam a Presidência do Conselho de Ministros (cargo do Chefe de Governo, pois o Imperador era somente o Chefe de Estado) pelos próximos 23 anos, liderados por figuras como o Marquês do Paraná e o então Marquês de Caxias, período em que o Brasil debelou a Revolta Praieira e conteve o expansionismo do caudilho argentino Juan Manuel de Rosas durante a Guerra do Prata.
Após a administração liberal do septênio 1861 - 1868, os conservadores retornaram ao governo por um decênio, o qual se iniciou aos momentos finais da Guerra do Paraguai. A Questão Religiosa ocorreu no ano de 1870 e foi solucionada pela ascensão do então Duque de Caxias à presidência do Conselho de Ministros cinco anos depois; o primeiro censo brasileiro foi realizado em 1872 e revelava uma população crescente de 10 milhões de brasileiros. Em 1873 ocorreu uma cisão entre os liberais, com monarquistas permanecendo no Partido Liberal e republicanos fundando o Partido Republicano.
O Barão de Cotegipe ocupou a presidência do Conselho de Ministros em agosto de 1885, após outro septênio liberal, determinado a frear o iminente processo de abolição da escravatura que se acelerara na década de 1870. Seu gabinete é dispensado em 1888 pela regente Isabel, sendo então substituído por outro gabinete, encabeçado por João Alfredo Correia de Oliveira (filiado ao Partido Conservador) que era favorável à abolição imediata, que é realizada no mesmo ano.
Durante a gestão encabeçada pelo Partido Conservador inúmeras mudanças sociais positivas foram efetivadas, sendo o processo do abolicionismo o de maior legado. O Visconde do Rio Branco, em 1871, promulga a Lei do Ventre Livre; em 1885, a Lei dos Sexagenários, redigida por Rui Barbosa (um liberal); por fim, a Lei Áurea, pelo primeiro-ministro João Alfredo, junto à regente Isabel. Assim como os conservadores anglo-saxônicos, os saquaremas mantinham sua perspectiva alinhada com a de Edmund Burke, advogando que toda reforma institucional deveria ser estudada perante a realidade concreta e não imposta abruptamente. Porém, o caráter conservador - e muitas vezes reacionário - de suas reformas acabou desgastando o regime monárquico.

### Primeira República

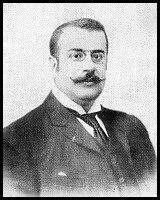
Eduardo Prado foi inimigo da nova república

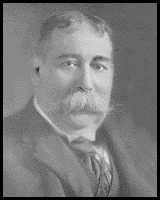
O historiador Oliveira Lima foi um crítico das oligarquias da Primeira República

Em 15 de Novembro de 1889, o golpe republicano de raízes positivistas destituiu a monarquia constitucional, e instaurou uma ditadura militar em seus primeiros anos. Dom Pedro II e sua família foram exilados à força. As fundações ideológicas do novo regime eram diversas e todas hostis, em diferentes intensidades, ao monarquismo que concebeu o antigo regime. Havia entre a grande parcela do Exército a crença de que os sucessivos gabinetes civis agrediam sua corporação, destituindo seus integrantes de direitos que dispunham os cidadãos livres do Império; outra pequena facção de alunos da Escola Militar da Praia Vermelha tinha germinado sentimentos revolucionários alimentados por diversas ideologias cientificistas importadas da Europa, mas em especial o positivismo. Nos quadros civis do movimento distinguia-se o grupo de republicanos liberais paulistas, no qual figuravam ricos cafeicultores e bacharéis da Faculdade de Direito do Largo São Francisco. Sua ideologia era complementada pela simpatia ao modelo federalista dos Estados Unidos. À época, a divisão que ocorreu entre a população, entre liberais republicanos e monarquistas conservadores, inspirou Machado de Assis a publicar sua obra Esaú e Jacó
Duas correntes republicanas se chocaram no Governo Provisóri de Deodoro da Fonseca: a corrente liberal, que visava a uma República federativa e presidencial, com separação de poderes, nos moldes estadunidenses; e a corrente positivista (ideologia de carater conservador ), que defendia uma ditadura republicana unitária, segundo os princípios do filósofo francês Auguste Comte. 
Boa parte dos liberais era composto por cafeicultores vinculados ao Partido Republicano, fundado em Itu (SP) no ano de 1873, além de classes proprietárias do Rio Grande do Sul e Minas Gerais. Já os positivistas eram compostos principalmente por militares e setores do Partido Republicano do Rio Grande do Sul. Uma terceira corrente era a dos jacobinos, era tida pelas demais como radical, e por isso denominada de “jacobina”, em referência aos revolucionários mais enérgicos da Revolução Francesa. Defendiam mudanças mais radicais, e queriam implantar uma República com base populista, aos moldes da criada pela Revolução Francesa. Não chegou a ter expressão política. Muitos chegaram a apoiar Floriano Peixoto, sendo chamados de "florianistas". Eram compostos por pequenos proprietários, advogados, jornalistas e estudantes do jacobinismo.
Venceu a corrente liberal, sustentada por Campos Sales, Ruy Barbosa e Prudente de Morais. 
Os partidos Liberal e Conservador do Império haviam sido declarados extintos três dias após a proclamação da República. Políticos de convicção monarquista tornaram-se órfãos de um partido, escolhendo abandonar a política, ou dar continuidade a sua carreira no novo regime, reunindo-se com seus semelhantes em entidades como o Partido Católico. A massa dos políticos, entretanto, aderiu à república de modo indiferente. Diz Paulino de Souza, prestigiado político conservador da província do Rio de Janeiro.
Não há quem possa contestar que está firmada, no Brasil, a forma de governo republicana. A transformação fez-se sem regresso possível. E, pois, o que importa hoje é a reorganização política da nação, como esta aprouver, em sua soberania 
Na pequena monta de monarquistas que rejeitaram vocalmente a república, encontravam-se nomes como Silveira Martins, Carlos Afonso, Ferreira Viana, Andrade Figueira, o ex-presidente do Conselho de Ministros Visconde de Ouro Preto e Carlos de Laet. Alguns desses seriam presos pelo governo provisório.
A ditadura de Deodoro da Fonseca e Floriano Peixoto censurou os escassos protestos monarquistas e reprimiu elementos dissidentes simpáticos ao antigo regime. A Segunda Revolta da Armada contou com numerosos monarquistas integrantes da antiga Armada, dentre eles o contra-almirante Saldanha da Gama, que também tentou sem êxito aderir à Revolução Federalista no sul do Brasil (cujo caráter era, entretanto, republicano e liberal). O quase nonagenário Marquês de Tamandaré foi preso acusado de financiar supostos monarquistas na mesma revolução.
A Guerra de Canudos foi o único conflito ocorrido ainda no século XIX entre republicanos e monarquistas (o monarquismo de Canudos era, no entanto, uma tendência messiânica e popular). O místico Antônio Conselheiro, líder do arraial, horrorizava a nova república; considerava-a "obra do Anticristo" e questionava seus dispositivos de laicidade. Sua colônia no interior do Sertão resistira a incursões de jagunços e policiais locais, alarmando a imprensa republicana e o governo federal, que decidiu-se pela destruição da comunidade por meio de duas expedições militares que resultaram nas mortes de 20 mil camponeses e 5 mil militares, incluindo Antônio Conselheiro.
A eleição de Prudente de Morais à presidência da República em 1894 representou o fim do regime militar e o estabelecimento de uma república liberal, federalista e inspirada nos Estados Unidos da América, cujo poder executivo federal seria ocupado pelas elites cafeicultoras e bacharéis do estado de São Paulo em coalização com as forças políticas do estado de Minas Gerais em uma articulação que Eduardo Kugelmas chamou de "difícil hegemonia".
A superposição de instituições modernas à estrutura social brasileira do século XIX, arcaica e rural, deu origem a um regime desfuncional no qual o governo federal viu-se forçado a comprometer-se com as oligarquias regionais das províncias da federação e os grandes latifundiários (coronéis) que ordenavam a vida política em seus currais eleitorais. A "política dos Estados" concebida por Campos Salles foi consequência do choque entre a ideologia da república liberal e a realidade social brasileira, onde a figura do coronel assumiu o papel de intermediário entre as elites federais e o povo.
A monarquia detinha certo controle sobre a influência dos coronéis e das elites provincianas, em parte por meio das atribuições do Poder Moderador investido ao imperador. A ausência deste controle nas províncias e localidades resultante da república foi procedida pela sedimentação das forças políticas predominantes da Primeira República. Monarquistas, incluindo aqueles de convicção liberal, tomaram lugar no rol de críticos da estrutura do novo regime. Diz o Visconde de Sinimbu:
Defender com sacrifício da própria vida, se preciso for, a integridade do território nacional. O desmembramento do Brasil, que a monarquia soube manter unido, seria a fraqueza, a anarquia, e por fim a intervenção estrangeira, talvez até a conquista. [...] Ser-me-ia inegável consolação deixar  avida com a certeza de que nenhuma parcela do território sagrado da pátria se desligará
O jovem conservador Eduardo Prado foi um dos mais ativos inimigos da nova república. Para ele, a mudança de regime havia degradado o Brasil à mesma condição que seus vizinhos hispano-americanos. Prado denunciou extensivamente a repressão presente nos primeiros anos da república, cujo quadro de vítimas incluiu políticos, jornalistas, monarquistas, democratas e dissidentes em geral. Muitos foram desterrados, o que equivalia a ser deportado para regiões longínquas como a Amazônia ou o arquipélago de Fernando de Noronha. Também abordou a convicção americanista dos republicanos liberais, evidenciada pela primeira bandeira nacional proposta e o nome de Estados Unidos do Brasil, em seu livro A Ilusão Americana, no qual denuncia as agressões à América Latina por parte dos Estados Unidos, nação pela qual tinha desdém.
A única rebelião organizada que adotou o monarquismo como bandeira oficial foi a Revolta de Ribeirãozinho, ocorrida em agosto de 1902. Insatisfeitos em relação à nova república, intelectuais e coronéis paulistas da cidade de Ribeirãozinho (atual Taquaritinga) conceberam um levante armado que tinha por objetivo a deposição de Campos Sales e o restabelecimento do antigo regime. No dia 23, tomaram de assalto a delegacia local, dando início à intentona. O movimento não tomou impulso e fracassou, sendo sufocado pelo governo. O único foco do levante além de Ribeirãozinho foi na cidade de Espírito Santo do Pinhal. Um manifesto partidário do movimento escrito por Edgar Carone expõe suas justificativas:
A terra gloriosa de nossos avós, a nossa amada Pátria, outrora invejada pelo estrangeiro como uma das mais felizes do mundo, está transformada em lodaçal, pau pestilento, onde só podem viver as oligarquias, cevadas no tesouro, tripudiando sobre a honra nacional.

[...]
A Marinha, nossa gloriosa Marinha, que outrora pôde escrever com sangue, mas com glória inexcedível a epopeia do Riachuelo, apodrece ingloriamente na baía do Rio de Janeiro ou dela só se afasta, por ordem do governo, como medida de segurança, não da Pátria, mas do próprio governo, que a tem em suspeição
[...]
Tudo corrompido, tudo em decomposição: uma vasta podridão de norte a sul do país: ruínas, ruínas por toda parte!
[...]
Brasileiros; isto não pode continuar. Às armas!
Salvemos a nossa Pátria; sejamos dignos de nossos antepassados!
[...]
Brasileiros! Cumpri o vosso dever! Às armas!
VIVA O BRASIL!
VIVA A LIBERDADE!

A carreira política era feita dentro dos partidos políticos republicanos estaduais; não havia partidos políticos nacionais. Os principais partidos eram o PRM (Partido Republicano Mineiro), o PRP (Partido Republicano Paulista), o PRR (Partido Republicano Rio-grandense) e o PRF (Partido Republicano Fluminense).
Houve tentativas de se criar partidos políticos nacionais no início da república que foi o Partido Republicano Federal, que teve curta existência. Outro partido organizado a nível federal que teve também curta existência foi o Partido Republicano Conservador, criado pelo senador Pinheiro Machado em 1910, e que se esvaziou com a morte daquele senador em 1916.

### Segunda República
Após a Revolução de 1930, que culminou com um golpe de Estado, pondo fim a República do café com leite, e o modo que a mesma se organizava. Em 3 de novembro de 1930, Getúlio Vargas assume o poder do regime provisório, iniciando um período de constante intervencionismo estatal na economia e políticas sociais contraditórias, de caráter nacionalista e populista.
Com a revolução, vários próceres políticos do Partido Republicano Paulista, inclusive o presidente eleito Júlio Prestes, que se licenciara do governo de São Paulo e o presidente da república Washington Luís foram exilados. O vice-presidente de São Paulo, em exercício do cargo de presidente do estado, Doutor Heitor Penteado, foi deposto em 24 de outubro de 1930, preso e exilado. Todos os partidos foram extintos, só voltando a existir nas eleições de 1933.
O governo provisório com todas as suas dificuldades, inaugurou, do ponto de vista dos revolucionários de 1930, o país ao mundo contemporâneo. Entretanto, para o  líder perrepista Júlio Prestes(eleito presidente em 1930) a ditadura implantada desonrou o Brasil:
O que não se compreende é que uma nação, como o Brasil, após mais de um século de vida constitucional e liberalismo, retrogradasse para uma ditadura sem freios e sem limites como essa que nos degrada e enxovalha perante o mundo civilizado!

### Terceira República
Em 10 de novembro de 1937, através de um golpe de estado, Vargas instituiu o Estado Novo em um pronunciamento em rede de rádio, no qual lançou um Manifesto à nação, no qual dizia que o regime tinha como objetivo "reajustar o organismo político às necessidades econômicas do país". Esse novo regime, inspirado no Estado Novo português, foi caracterizado pela centralização do poder, nacionalismo, anticomunismo e por seu autoritarismo. Suas posições foram legitimadas pela Constituição de 1937 (conhecida como Polaca), inspirada no modelo semi-fascista polonês, que era extremamente autoritária e concedia ao governo poderes praticamente ilimitados. Essa governança possuía características contraditórias, com alguns aspectos inovadores, como o impulso à industrialização, e autoritários, como a repressão aos movimentos de coerção apoiado nos grupos militares.
Na época, forte censura impedia a pregação democrática, havendo pouca prevalência da liberdade de expressão, intelectuais liberais e socialistas eram encarcerados ou banidos. Vargas mantinha o Congresso fechado, censurava a imprensa, e ameaça a liberdade democrática. Em  24 de outubro de 1943, têm-se o surgimento das primeiras críticas ao Estado Novo, com o lançamento do Manifesto dos Mineiros.

### Quarta República

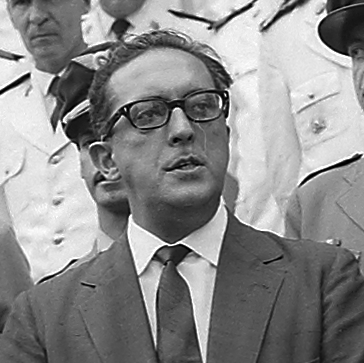
O governador da Guanabara, Carlos Lacerda.

Após a deposição de Getúlio Vargas, em 29 outubro de 1945, que pôs fim à Era Vargas, reinstituindo-se o pluripartidarismo e as eleições livres. Têm-se início um período populista, caracterizado por tendências nacionalistas e intervencionistas na área econômica. 
A vida política brasileira entre 1945 e 1964 foi polarizada entre o principal partido anti-Vargas a União Democrática Nacional (UDN), e os pró-Vargas: o Partido Social Democrático (PSD) e o Partido Trabalhista Brasileiro (PTB).
O PSD era um partido que representava a ala mais conservadora do movimento getulista, formada por proprietários rurais e altos funcionários estatais. O outro partido pró-Vargas era o Partido Trabalhista Brasileiro (PTB), que por sua vez era um partido de centro-esquerda que havia se inspirado no Partido Trabalhista do Reino Unido, reunindo as lideranças sindicais e os operários fabris em geral. O partido rival de ambos, a UDN, possuía cunhos liberal e antipopulista e congregava a alta burguesia e a classe média urbana, defensora do capital estrangeiro e da iniciativa privada, tinha pautas liberais em relação a economia mas era conservadora em relação a pautas sociais. O PSD foi o partido político brasileiro mais importante durante o período democrático de 1945-1964, elegendo os presidentes Eurico Gaspar Dutra em 1945 e Juscelino Kubitschek em 1955. Após o golpe de Estado em 1964, quando a ditadura militar começou, foi proibido junto com todos os outros partidos. O partido contava com poderosas redes de elites rurais nas regiões menos desenvolvidas do país. Era dominado por executivos nomeados pelo regime de Getúlio Vargas e, portanto, fortemente interligado ao aparato estatal. Era ideologicamente moderado, considerado centrista por alguns estudiosos   e conservador por outros.
Em 31 de janeiro de 1946, toma posse como presidente Eurico Gaspar Dutra, após vencer as eleições, em 2 dezembro de 1945, pelo Partido Social Democrático, em coligação com o Partido Trabalhista Brasileiro. De caráter desenvolvimentista, Dutra reuniu sugestões de vários ministérios e deu prioridade a quatro áreas: Saúde, Alimentação, Transporte e Energia, cujas iniciais formam a sigla SALTE. Os recursos para a execução do Plano SALTE seriam provenientes da Receita Federal e de empréstimos externos. Entretanto, a resistência da coalizão conservadora e a ortodoxia da equipe econômica acabaram por inviabilizar o plano, que praticamente não saiu do papel.
Em abril de 1946, ocorre a proibição do jogos de azar no Brasil, estabelecida por força do decreto-lei 9 215, de 30 de abril de 1946, assinado pelo presidente sob o argumento de que o jogo é degradante para o ser humano. Em 1947, pelo acórdão do Tribunal Superior Eleitoral, é cancelado o registro do Partido Comunista Brasileiro, tornando-o ilegal, com base em texto constitucional que proibia a existência de partidos que fossem contrários ao regime democrático liberal. Em 1948, foram cassados os mandatos dos representantes do PCB, e houve uma ruptura de relações com a União Soviética. Muitos destacam, a forte influência que a esposa de Dutra, Carmela Teles Leite Dutra, teria exercido, motivada por sua forte devoção à Igreja Católica.

### Quinta República
Após a mobilização das tropas golpistas, iniciada em 31 de março de 1964, o presidente João Goulart parte para o exílio no Uruguai em 1 de abril. O golpe de estado de 1964 instituiu uma ditadura militar que durou até 1985. Os militares e os governadores que o apoiaram afirmavam que era necessário derrubar João Goulart, movimento que eclodiu cinco anos após o alinhamento cubano à União Soviética, sob alegação de que havia no Brasil uma ameaça comunista. O movimento desconsiderava, ainda, a grande popularidade do presidente entre a população, principalmente a mais carente. Alguns autores alegam que Cuba já financiava e treinava guerrilheiros brasileiros desde 1961, durante o governo Jânio Quadros. Porém, isso se deve, principalmente, ao fato de que as tentativas golpistas de orientação conservadora e alinhadas aos Estados Unidos já ocorriam no Brasil desde o último governo de Getúlio Vargas (1951-1954), sendo 1961 o ano em que, após a renúncia de Jânio Quadros, o vice-presidente João Goulart foi impedido de tomar posse pelos militares, contrariando a constituição vigente, numa clara tentativa de rompimento com o Estado Democrático de Direito por parte da direita.
Todos os partidos foram extintos e cassados com o Ato Institucional Número Dois (27 de outubro de 1965), que terminou o multipartidarismo no país. No ano seguinte, os parlamentares se reagruparam em duas novas agremiações: a ARENA (governista) e o MDB (oposicionista). Muitos quadros da UDN migraram para a ARENA. No entanto, sua principal liderança, o jornalista Carlos Lacerda, apesar de ter sido um dos líderes civis do golpe, voltou-se contra ele em 1966, com a prorrogação do mandato do presidente Castelo Branco.  Após a extinção do PSD, seus membros se dividiram: uma minoria foi para o Movimento Democrático Brasileiro (MDB), único partido de oposição à ditadura permitido após a instituição do bipartidarismo com o AI-2; e uma grande maioria ingressou na Aliança Renovadora Nacional (ARENA). A quase totalidade dos membros do PTB que não haviam sido cassados ou fugido do país migraram então para o recém criado MDB.
O regime adotou uma diretriz nacionalista, desenvolvimentista, autoritária e de oposição às ideias ditas comunistas. A ditadura atingiu seu ápice na década de 1970, com o "milagre econômico", no mesmo momento em que o regime censurava a maioria dos meios de comunicação do país e exilava dissidentes. Na década de 1980, assim como outros regimes militares latino-americanos, a ditadura brasileira entrou em decadência quando o governo não conseguiu mais estimular a economia, controlar a inflação crônica e os níveis crescentes de concentração de renda e pobreza provenientes de seu projeto econômico, o que deu impulso ao movimento pró-democracia. O governo aprovou uma Lei de Anistia para os crimes políticos cometidos pelo e contra o regime, as restrições às liberdades civis foram relaxadas e, então, eleições presidenciais indiretas foram realizadas em 1984, com candidatos civis e militares.

### Sexta República
Nos últimos anos da ditadura militar, à medida em que a crítica ao regime ganhava força na sociedade, o conservadorismo refluía gradativamente. No início do século XXI, ocorre a chamada guinada à esquerda, caracterizada pelo fim das ditaduras e pela ascensão de governos de esquerda na América do Sul. No Brasil, o Partido dos Trabalhadores (PT) chega ao poder, com a eleição de Luiz Inácio Lula da Silva para presidente, em 2002, e sua reeleição em 2006 - seguindo-se a eleição, em 2011, e reeleição, em 2014, de Dilma Rousseff, também do PT. Porém, em consequência da crise econômica no país e dos escândalos de corrupção que envolveram empresas estatais brasileiras e membros do partido governista, criou-se uma onda conservadora, cujo discurso baseou-se no resgate do conservadorismo social e da moral religiosa tradicionais, bem como na proposta de políticas neoliberais. Tal inflexão resultou na eleição do deputado Jair Bolsonaro para presidente da República em 2018, por 55% dos votos válidos, formando um governo no estilo de conservadorismo liberal.

## Conservadores brasileiros

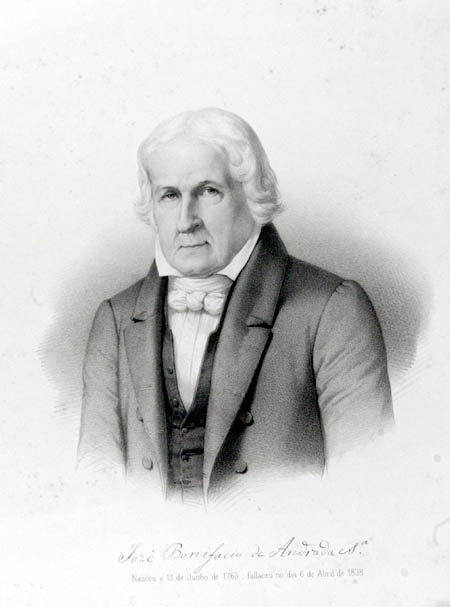
Gravura de José Bonifácio, patriarca da Independência.

### Século XIX
- José Bonifácio[79][80]
- Marquês do Paraná[24]
- Visconde do Uruguai[81]
- Duque de Caxias[82][83]
- Marquês de Monte Alegre
- Visconde de Abaeté
- Barão de Uruguaiana
- Marquês de São Vicente
- Visconde do Rio Branco
- Barão de Cotegipe
- Visconde de Itaboraí[84]
- João Alfredo[85][86]
- Eduardo Prado[87]
- Afonso d'Escragnolle Taunay[88][89]
- Manuel de Oliveira Lima[90]
- Benjamin Constant
- Alberto Torres

### Século XX
- Heráclito Fontoura Sobral Pinto[91]
- Eugênio Gudin[92]
- Pe. Leonel Franca[93]
- Enéas Carneiro[94][95][96]
- Roberto Campos[97]
- Paulo Francis[98]
- Wilson Martins
- João Camilo de Oliveira Torres[99]
- Miguel Reale[100]
- Bruno Tolentino
- Gustavo Corção
- Quintino Bocaiuva
- Júlio de Castilhos
- Borges de Medeiros
- Pinheiro Machado
- Rodrigues Alves
- Afonso Pena
- Hermes da Fonseca
- Jânio Quadros
- Carlos Lacerda
- Paulo Maluf
- José Sarney[101]
- Plinio Corrêa de Oliveira[102][103]
- Armando Falcão[104]
- Rondon Pacheco[105]
- Magalhães Pinto[106]
- Josué Montello
- Augusto Frederico Schmidt[107]
- Nelson Rodrigues[108]
- Herberto Sales[109]
- Artur César Ferreira[110]
- Luís Viana Filho
- Milton Campos

### Século XXI
- Jair Bolsonaro
- José Osvaldo de Meira Penna
- Ives Gandra Martins
- Ives Gandra Martins Filho
- Olavo de Carvalho[111]
- Luiz Felipe Pondé[112][113]
- Padre Paulo Ricardo de Azevedo Júnior[114]
- Percival Puggina
- Centro Dom Bosco [115]
- Opus Dei [116]
- Álvaro Mendes
- Nikolas Ferreira [117]
- Frei Gilson [118]
- Amália Barros [119]
- José Roberto Guzzo [120]
- Adelor Vieira[3]
- Luiz Carlos Bassuma[3]

### Imprensa
A partir de uma abrupta guinada de posição política, iniciada em 2015, o jornal Gazeta do Povo se tornou importante veículo do conservadorismo no Brasil.